# Volucella bombylans
Volucella bombylans је инсект из реда двокрилаца који припада породици осоликих мува. 

## Распрострањење
Ово је Холартичка врста која насељава пре свега Европу, али и Азију и Северну Америку.  У Србији је редовно бележена врста. Ове осолике муве се могу наћи на рубовима шума и шумским чистинама, влажним ливадама, али и урбаним срединама.

## Опис
Volucella bombylans изгледом имитира бумбаре, а има дужину тела од 11 - 17 мм. Познато је да су ларве детритивори/предатори ларви у гнездима бумбара (род Bombus), где се јављају у дну шупљине гнезда. Након парења женка полаже око 60 јаја. Одрасле јединке се јављају током пролећа и лета, а хране се поленом различитих врста цветница.

## Синоними
- Conops pennatus Scopoli, 1763
- Conops pocopyges Poda, 1761
- Conops tricolor Poda, 1761
- Musca bombylans Linnaeus, 1758
- Musca hirsutissima Razoumowsky, 1789
- Musca melanopyrrha Forster, 1770
- Musca mystacea Harris, 1776
- Musca plumata De Geer, 1776
- Musca plumosa Gmelin, 1790
- Musca sonora Müller, 1776
- Volucella adulterina Rondani, 1865
- Volucella alpicola Rondani, 1857
- Volucella alpina Strobl, 1895
- Volucella basalis Harris, 1835
- Volucella basalis Say, 1835
- Volucella bombylans var. plumata (de Geer, 1776)
- Volucella brunnea Schirmer, 1918
- Volucella caucasica Portschinsky, 1877
- Volucella flava Gabritschevsky, 1926
- Volucella haemorrhoidalis Zetterstedt, 1838
- Volucella hybrida Rondani, 1865
- Volucella incestuosa Rondani, 1865
- Volucella melanopyrrha (Forster, 1771)
- Volucella mystacea (Harris, 1776)
- Volucella plumata (De Geer, 1776)
- Volucella proxima Rondani, 1857
- Volucella pyrenaea Doesburg, 1951
- Volucella spuria Rondani, 1865
- Volucella terestriformis Drensky, 1934
- Volucella variabilis Malm, 1860
- Volucella vulpina Meigen, 1830
- Volucella xantholeuca Mik, 1887

## Подврсте
Volucella bombylans subsp. bombylans
Volucella bombylans subsp. plumata (Degeer, 1776)